# Tracy Austin
Tracy Ann Austin Holt (Palos Verdes, California, 12 de diciembre de 1962) es una tenista estadounidense retirada que llegó a ser número 1 del mundo en 1980 y que ganó dos veces el Abierto de Estados Unidos en categoría individual en los años 1979 y 1981 y un Wimbledon en dobles en 1980. Debido a una serie de lesiones se vio obligada a retirarse a una edad temprana y aunque volvió al circuito profesional en dos ocasiones no logró éxitos destacables.

## Carrera deportiva
Como jugadora júnior logró 21 títulos, incluyendo el Campeonato nacional de los Estados Unidos para menores de 12 años en 1972 (cuando tan solo contaba con 10 años). En 1977 se convirtió en la jugadora más joven de la historia en ganar un torneo profesional, al lograr vencer en el Torneo de Portland con tan solo 14 años y 28 días. Al año siguiente hizo su debut profesional en el Torneo de Wimbledon, perdiendo con Chris Evert en la tercera ronda. Tan solo dos meses después alcanzó los cuartos de final en el Abierto de Estados Unidos, donde perdió con Betty Stove.
En el año 1979, Austin se convirtió en la jugadora más joven de la historia (16 años y 9 meses) en ganar el Abierto de Estados Unidos. En la final se enfrentó a Evert, que intentaba ganar el torneo por quinto año consecutivo, derrotándola por 6-4 y 6-3. A principios de ese año Austin había roto la racha de Evert de 125 victorias consecutivas en pista de tierra, al vencerla en las semifinales del Abierto de Italia.
En los años 1979 y 1980 alcanzó las semifinales de Wimbledon, cayendo derrotada por Martina Navratilova y por Evonne Goolagong Cawley respectivamente. En este último año logró junto a su hermano John la victoria en el Torneo de Wimbledon en la categoría de dobles mixtos.
Su derrota más importante tuvo lugar en la semifinal del Abierto de Estados Unidos de 1980. Siendo la cabeza de serie número 1 y la vigente campeona, confiaba en prolongar su racha venciendo a la cabeza de serie número 3, su compatriota Chris Evert. Sin embargo, tras empezar ganado en el primer set por 4-0, Austin perdió el partido por 6-4, 1-6 y 1-6. Posteriormente Evert vencería en la final a Hana Mandlíková y se aseguraría el número 1 de la WTA.
Tras pasar los primeros meses de 1981 alejada de las pistas por lesiones crónicas, Austin regresó al circuito en el verano para participar en el Torneo de Wimbledon, donde fue derrotada por Pam Shriver. Tras esta derrota Austin logró el Open de Canadá derrotando tanto a Navratilova como a Evert y poco después su segundo Abierto de Estados Unidos al ganar en la final a Navratilova por 1–6, 7–6(4), 7–6(1).
En 1980 Austin se convirtió durante unas semanas en la jugadora número 1 del mundo rompiendo el monopolio de seis años ejercido por Evert y Navratilova. Entre este año y el siguiente Austin logró varias victorias en torneos publicitarios como el Avon Championships en March, el Colgate Series Championships y el Toyota Series Championships.
Tras este periodo de éxito Austin volvió a sufrir problemas de espalda y ciática que redujeron su efectividad y la imposibilitaban disputar partidos largos. Su última victoria en un torneo llegaría en el Wells Fargo Open de San Diego y su última actuación de relevancia llegaría al alcanzar las semifinales del Toyota Series Championships donde caería derrotada en 50 minutos (6-0,6-0) por Chris Evert. A principios de 1983, poco después de cumplir 20 años anunciaba su retiro del tenis profesional.
Austin luego regresaría en dos ocasiones al circuito profesional de la WTA, una en el periodo 1988-89 jugando 8 torneos de dobles y dos de individuales y otra en el periodo 1993-94. En ninguna de ellas lograría resultados destacados.
En 1992, se convirtió en la persona más joven en ser incluida en el International Tennis Hall of Fame.
Tras su retirada, Austin ha trabajado frecuentemente como comentarista deportiva para la NBC y el USA Network.

## Grand Slam - Individuales

### Victorias (2)
| Año  | Campeonato    | Rival               | Marcador      |
| 1979 | US Open       | Chris Evert-Lloyd   | 6–4, 6–3      |
| 1981 | U.S. Open (2) | Martina Navrátilová | 1–6, 7–6, 7–6 |

## Títulos (35)

### Individuales (30)
- 1977 (1) Portland
- 1978 (2) Filderstadt, Tokyo Gunze
- 1979 (7) Abierto de Estados Unidos, Washington, Abierto de Italia, Hilton Head, San Diego, Tokyo Emerson Cup, Filderstadt
- 1980 (12) Avon Championships, Colgate Series Championships, Hilton Head, U.S. Indoors, La Costa, Eastbourne, Cincinnati, Seattle, Boston, Tucson, San Diego, Filderstadt
- 1981 (7) Abierto de Estados Unidos, Toyota Series Championships, Filderstadt, Canadian Open, Eastbourne, Atlanta, San Diego
- 1982 (1) San Diego

### Dobles (4)
- 1978 (2) Phoenix, Filderstadt (ambos con Betty Stöve)
- 1979 (2) Hollywood, Mahwah (ambos con Stöve)

### Dobles Mixtos (1)
- 1980 Wimbledon (con su hermano John Austin)

## Participaciones en Grand Slam
| Tournament                | 1977  | 1978  | 1979  | 1980  | 1981  | 1982  | 1983  | 1984-1993 | 1994  | Carrera SR |
| ------------------------- | ----- | ----- | ----- | ----- | ----- | ----- | ----- | --------- | ----- | ---------- |
| Australian Open           | A / A | A     | A     | A     | QF    | A     | A     | A         | 2R    | 0 / 2      |
| French Open               | A     | A     | A     | A     | A     | QF    | QF    | A         | 1R    | 0 / 3      |
| Wimbledon                 | 3R    | 4R    | SF    | SF    | QF    | QF    | A     | A         | A     | 0 / 6      |
| Abierto de Estados Unidos | QF    | QF    | W     | SF    | W     | QF    | A     | A         | A     | 2 / 6      |
| SR                        | 0 / 2 | 0 / 2 | 1 / 2 | 0 / 2 | 1 / 3 | 0 / 3 | 0 / 1 | 0 / 0     | 0 / 2 | 2 / 17     |

A = no participó en el torneo
SR = relación entre el número de  Grand Slam ganados y el número de torneos jugados.
Nota: El Open de Australia se celebró dos veces en 1977 una en enero y otra en diciembre.